# Коллисон, Роберт Льюис
Роберт Льюис Райт Коллисон (англ. Robert Lewis Wright Collison; 1914 — 10 апреля 1989) — британский библиограф.

## Биография
В 1951—1952 гг. исследователь по обмену (фулбрайтовский грант) в Калифорнийском университете в Лос-Анджелесе, затем в 1968—1973 гг. там же профессор библиотековедения и информации.
Наиболее известные книги Коллисона — «Книжное коллекционирование» (англ. Book collecting: an introduction to modern methods of literary and bibliographical detection; 1957), пособие для начинающих библиофилов с обзором различных свойств книги как объекта, «Энциклопедии» (англ.  Encyclopaedias: their history throughout the ages ; a bibliographical guide with extensive historical notes to the general encyclopaedias issued throughout the world from 350 B.C. to the present day; 1966), исторический обзор универсальных энциклопедий за всю историю человечества, и наконец «История уличной литературы» (англ. The Story of Street Literature: Forerunner of the Popular Press; 1973), рассказывающая об уличных плакатах, листовках, политических песнях и любых других литературных произведениях, распространявшихся преимущественно в общественных местах из рук в руки или из уст в уста. Опубликовал также библиографический обзор словарей иностранного языка (англ. Dictionaries of foreign languages: a bibliographical guide to the general and technical dictionaries of the chief foreign languages; 1955), библиографические указатели текстов об Уганде (1981) и Кении (1982) в серии World bibliographical series, ряд методических и инструктивных пособий для библиотекарей, из которых наибольшее значение имеют «Помощь читателям в библиотеке» (англ. Library assistance to readers; 1950, четыре переиздания) и работы по методике составления именных и предметных указателей, благодаря которым Коллисон был избран президентом всемирного Общества составителей указателей (Society of Indexers).
Дочь, Джудит Харриет Бампус (1939—2010) — радиорежиссёр.